# Tepetzintla, Huitzilan de Serdán
Tepetzintla är en ort i Mexiko.   Den ligger i kommunen Huitzilan de Serdán och delstaten Puebla, i den sydöstra delen av landet, 160 km öster om huvudstaden Mexico City. Tepetzintla ligger 1 055 meter över havet och antalet invånare är 179.
Terrängen runt Tepetzintla är kuperad österut, men västerut är den bergig. Runt Tepetzintla är det ganska tätbefolkat, med 65 invånare per kvadratkilometer. Närmaste större samhälle är Olintla, 20,0 km norr om Tepetzintla. I omgivningarna runt Tepetzintla växer i huvudsak städsegrön lövskog.